# Mont Baba

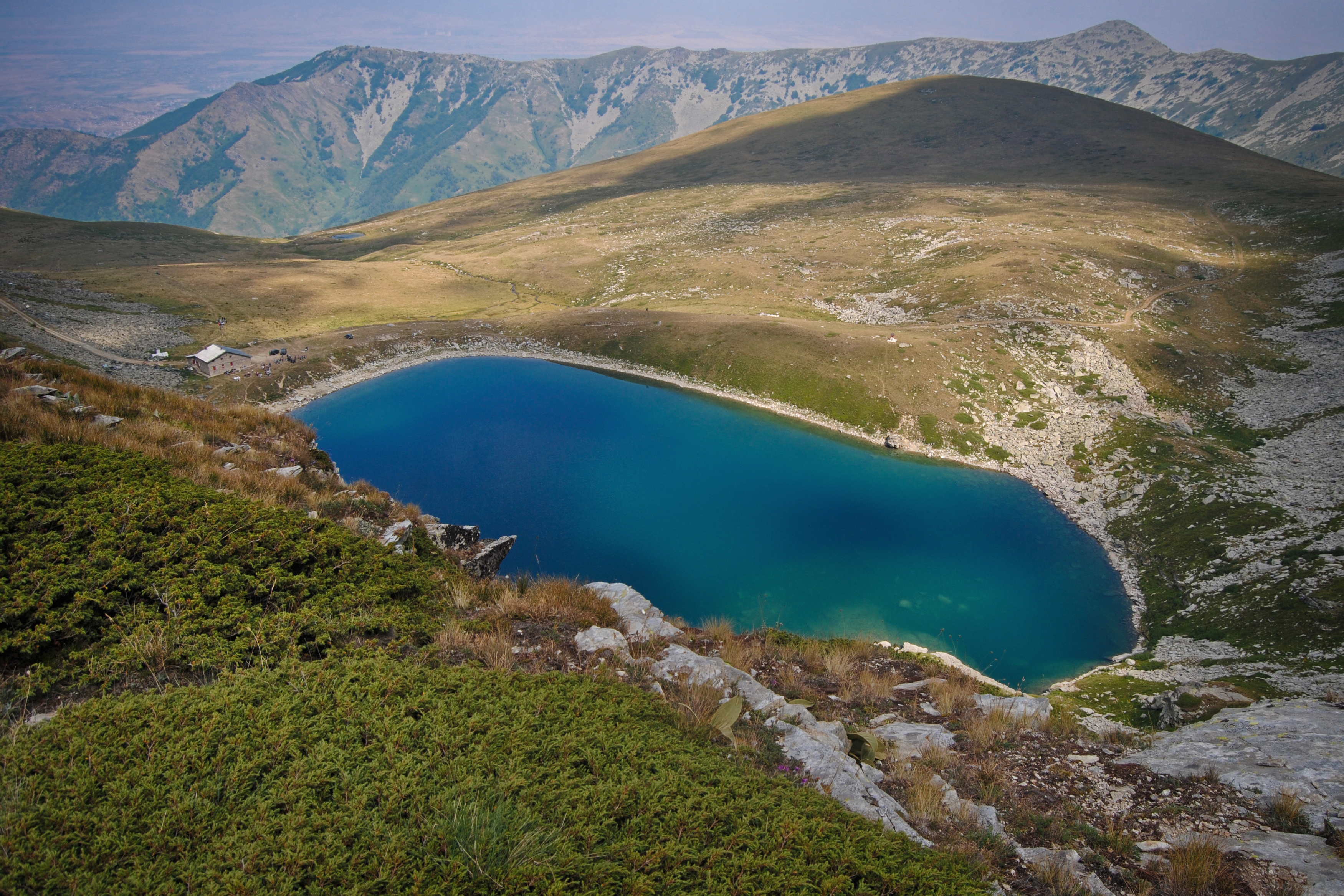
Lac près du mont Pelister.

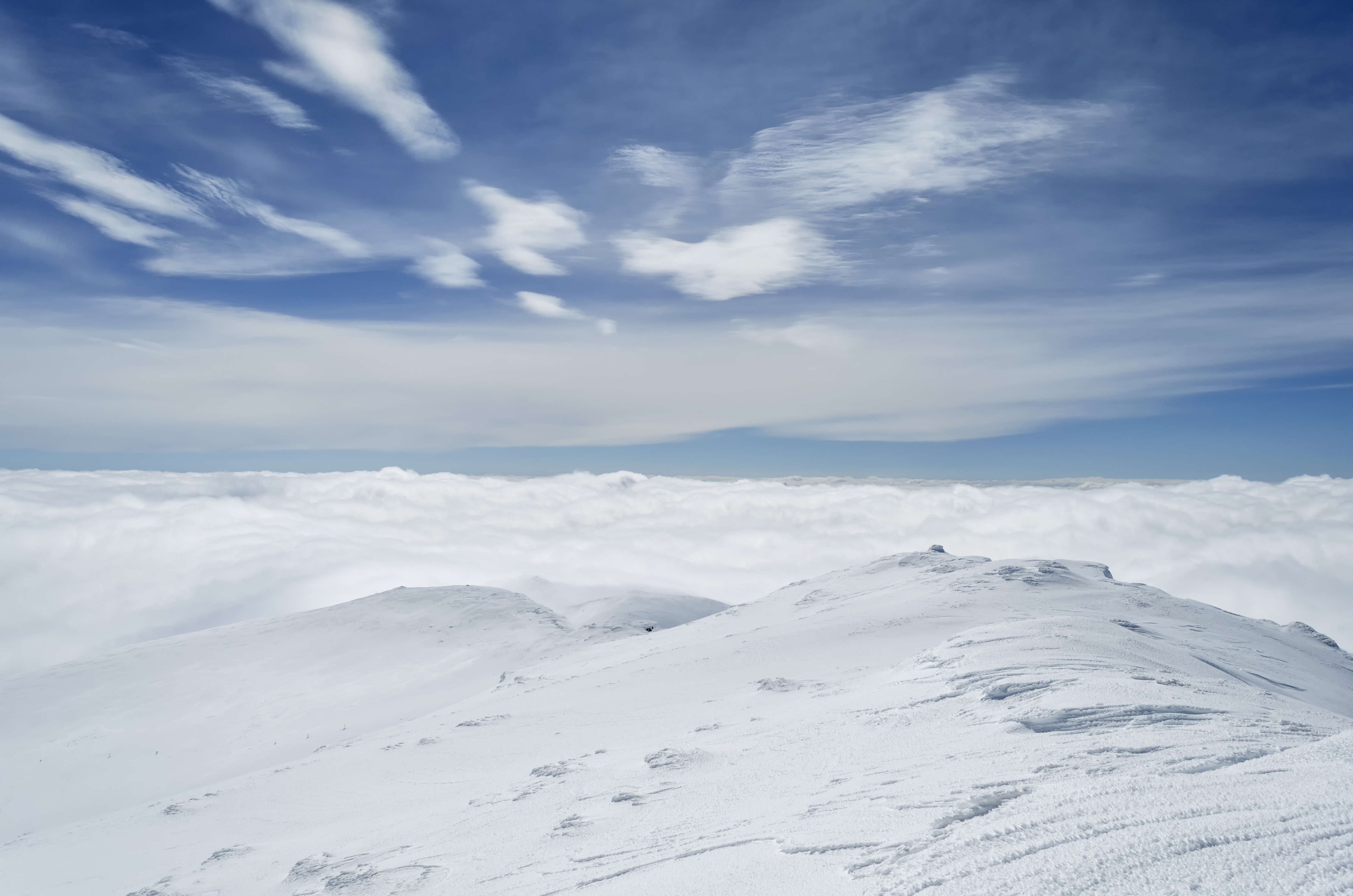
Nuages au-dessus du mont Baba, vue depuis le pic Pelister.

Le mont Baba (en macédonien : Баба Планина) est un massif montagneux du Sud-Ouest de la Macédoine du Nord et du Nord de la Grèce. Il se trouve entre le lac Prespa et la plaine de Pélagonie et surplombe la ville de Bitola. Environ 65 % du massif fait partie de la Macédoine du Nord, le reste est sur le territoire grec. Sa partie macédonienne est en partie couverte par le parc national du Pelister, qui porte le nom de son point le point haut, le pic Pelister, qui culmine à 2 601 m d'altitude. Son plus haut sommet en Grèce s'élève à 2 330 m d'altitude. La montagne compte deux lacs glaciaires et des forêts de pins de Macédoine, une espèce endémique des Balkans considérée comme quasi menacée par l'Union internationale pour la conservation de la nature.

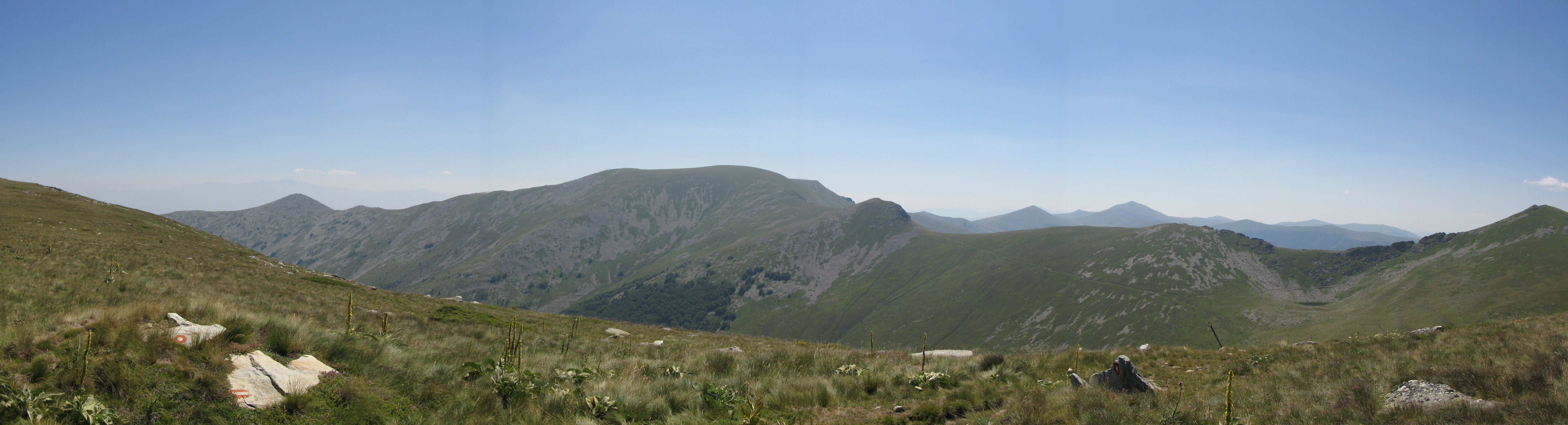
Vue panoramique du mont Baba